# Pterospermum semisagittatum
Pterospermum semisagittatum är en malvaväxtart som beskrevs av Buch.-ham. och William Roxburgh. Pterospermum semisagittatum ingår i släktet Pterospermum och familjen malvaväxter. Inga underarter finns listade i Catalogue of Life.

## Bildgalleri

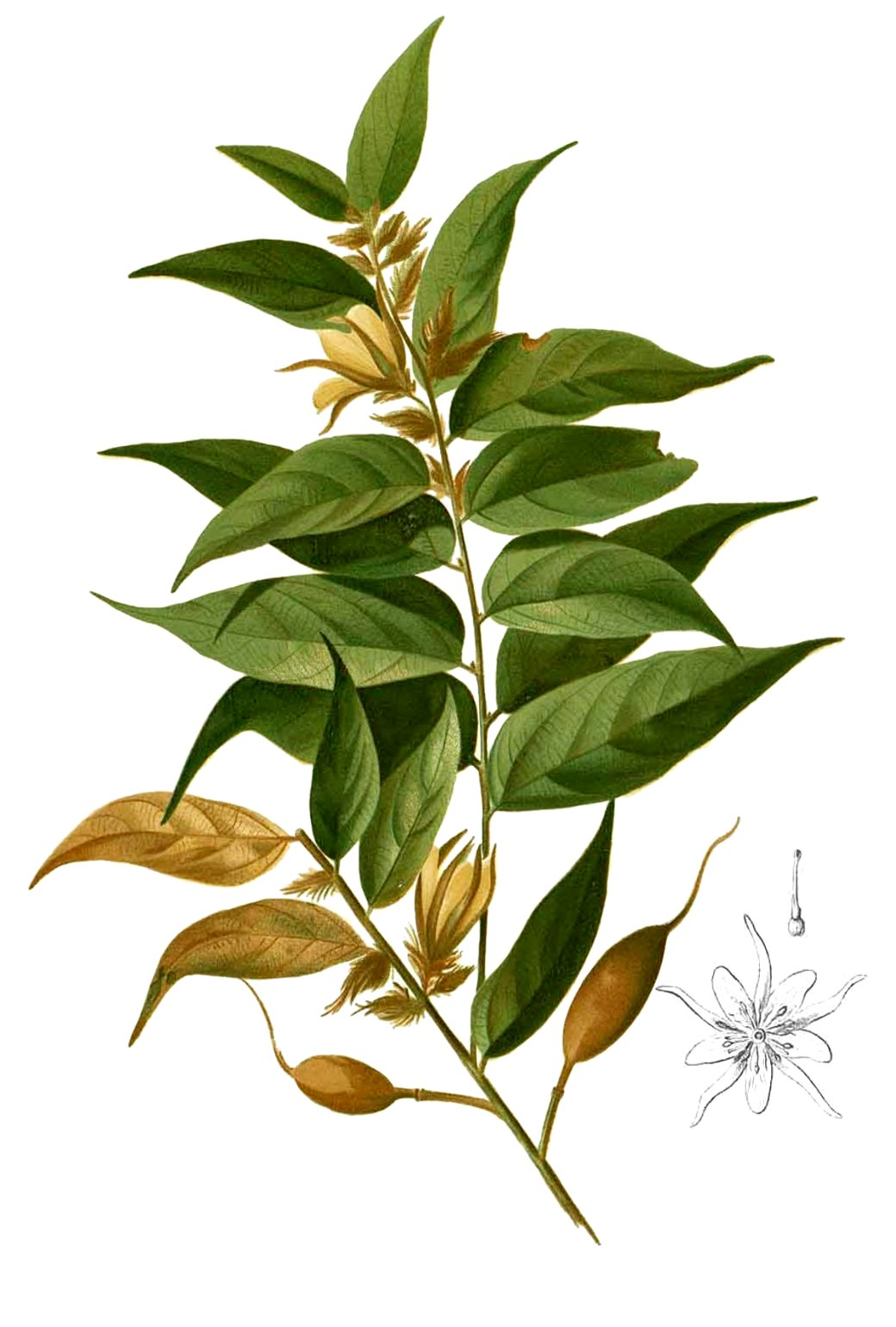
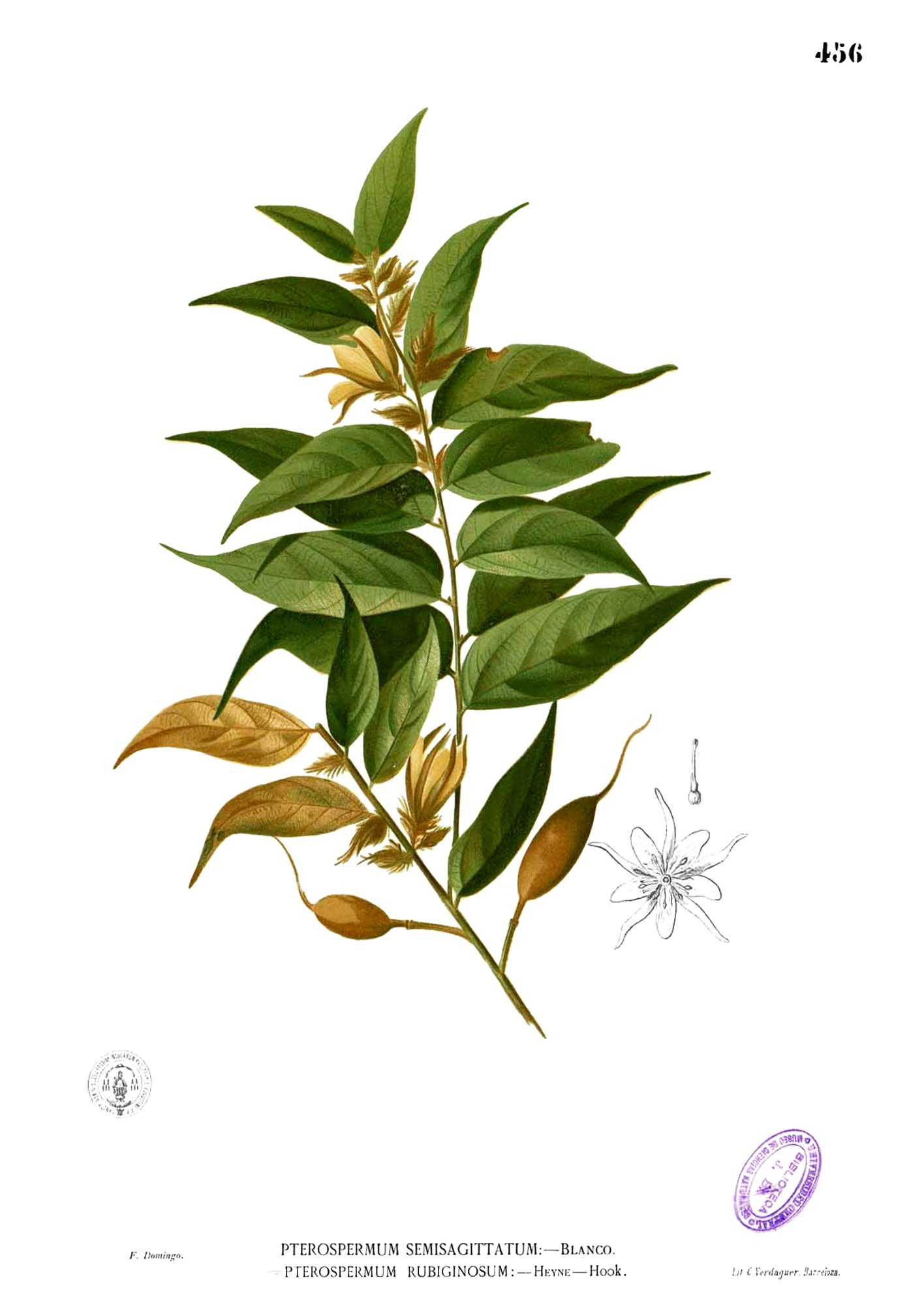